# Kōryū-ji

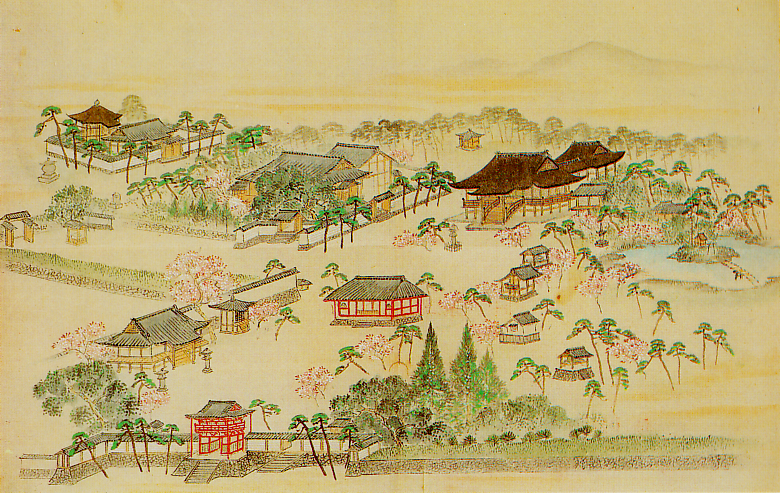
Alte Ansicht der Tempelanlage

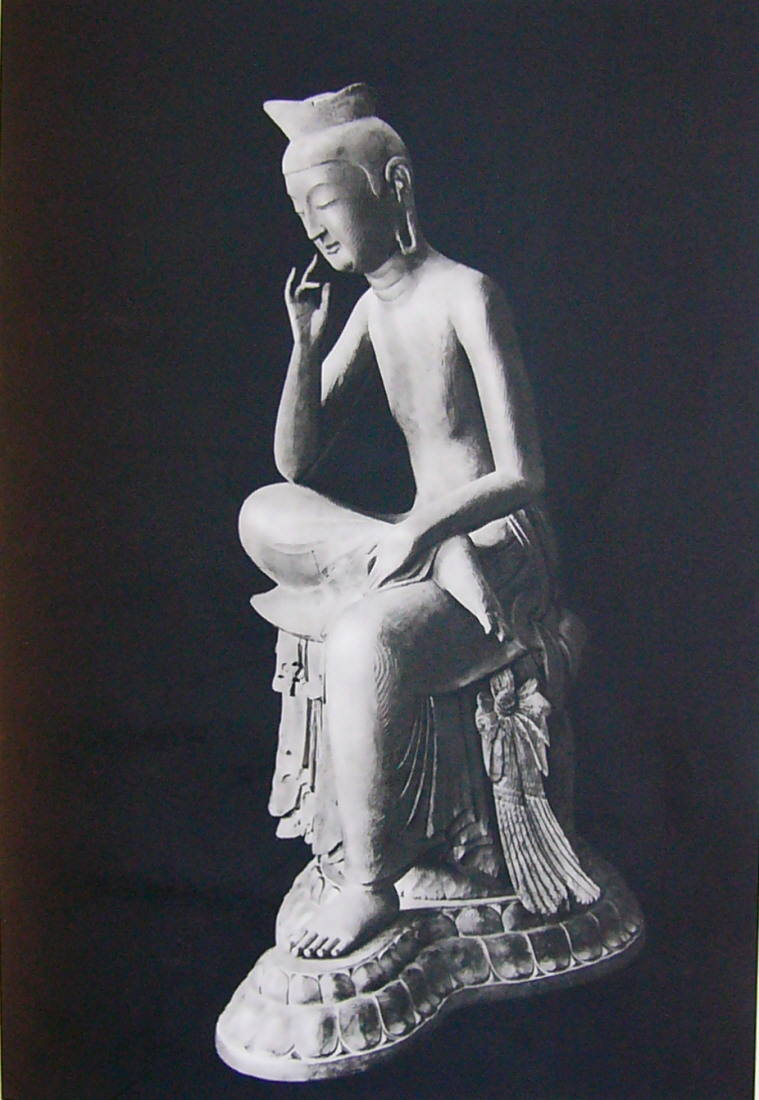
⦿ Maitreya

Der Kōryū-ji (japanisch 廣隆寺) ist ein Tempel des Shingon-buddhistischen Omuro-Zweigs im Stadtbezirk Ukyō in Kyōto. Der Tempel wird auch Uzumasa Taishidō (太秦太子堂), Hatakimi-dera (秦公寺) oder Hachioka-dera (蜂岡寺) genannt.

## Geschichte
Die 836 verfasste Gründungsgeschichte (廣隆寺縁起) gibt an, dass im Jahre 603 Hata no Kawakatsu von Shōtoku Taishi eine buddhistische Statue empfing und nach dessen Tod den Tempel erbaute. Nach dem Nihonshoki soll eine buddhistische Statue aus Korea gebracht worden sein, die man dort aufstellte. 818 brannte der Tempel ab, wurde aber unter Priester Dōshō, der aus der Hata-Familie stammte, wieder aufgebaut. Dann brannte der Tempel 1150 ab, wurde aber 1165 wieder aufgebaut. Trotz der wiederholten Brände ist es den Mönchen gelungen, die wertvollen Skulpturen zu retten.

## Die Anlage
(⦿ = Nationalschatz, ◎ = Wichtiges Kulturgut Japans)
Man betritt den Tempel im Süden
- Das Haupttor Nandaimon (南大門), auch Niō-mon (仁王門) genannt, ist als Rōmon ausgeführt. Das derzeitige Tor stammt von 1702. Die darin aufgestellten Niō dürften älter sei, vermutlich stammen sie aus der Muromachi-Zeit.
- Auf der rechten Seite folgt dann die ◎ Lehrhalle (講堂). Sie stammt aus dem Jahre 1165 und ist das älteste erhaltene Gebäude in Kyōto. Im Volksmund wird sie „Rote Halle“ (赤堂) genannt. Ihre Maße sind 5 × 4 ken (Breite × Tiefe); sie hat ein Yosemune-Dach. 1565 erhielt das Gebäude glockenförmige Fenster im Zen-Stil. Dort befindet sich der sitzende ⦿ Amida Nyorai, flankiert von einem Jizō- und einem Kokūzō-Bosatsu.
- Weiter nördlich befindet sich die Haupthalle (本堂), die auch „Jōgū Ōin Taishiden“ (上宮王院太子殿) genannt wird. Dieses Gebäude stammt aus dem Jahre 1730.
- Am Westende der Anlage steht, von einer dichten Hecke umgeben, ein kleines achteckiges Gebäude ⦿ Keigūin (桂宮院), der Form entsprechend auch Hakakku-endō (八角円堂) genannt. Es stammt aus dem Jahre 1251.
- Am Ende im Norden befindet sich das Museum in Tempelform, Reihōdō (霊宝堂) aus dem Jahre 1983. Dort befinden sich u. a. zwei ⦿ Miroku Bodhisattva (Maitreya) aus Holz, von denen der eine, der „gekrönte Miroku“ (宝冠弥勒), als Nationalschatz Nr. 1 registriert worden ist. Er wird als Gabe des erwähnten Hata no Kawakatsu angesehen. Der andere, weniger berühmte Miroku wird wegen seiner Augenpartie auch „der weinende“ (泣き弥勒) genannt. Beide Miroku dürften koreanischer Herkunft sein.[1] In dem Bau befindet sich auch die Gruppe der ⦿ zwölf himmlischen Generäle aus der Heian-Zeit, geschaffen von Chōsei (1010–1091).

## Bildauswahl

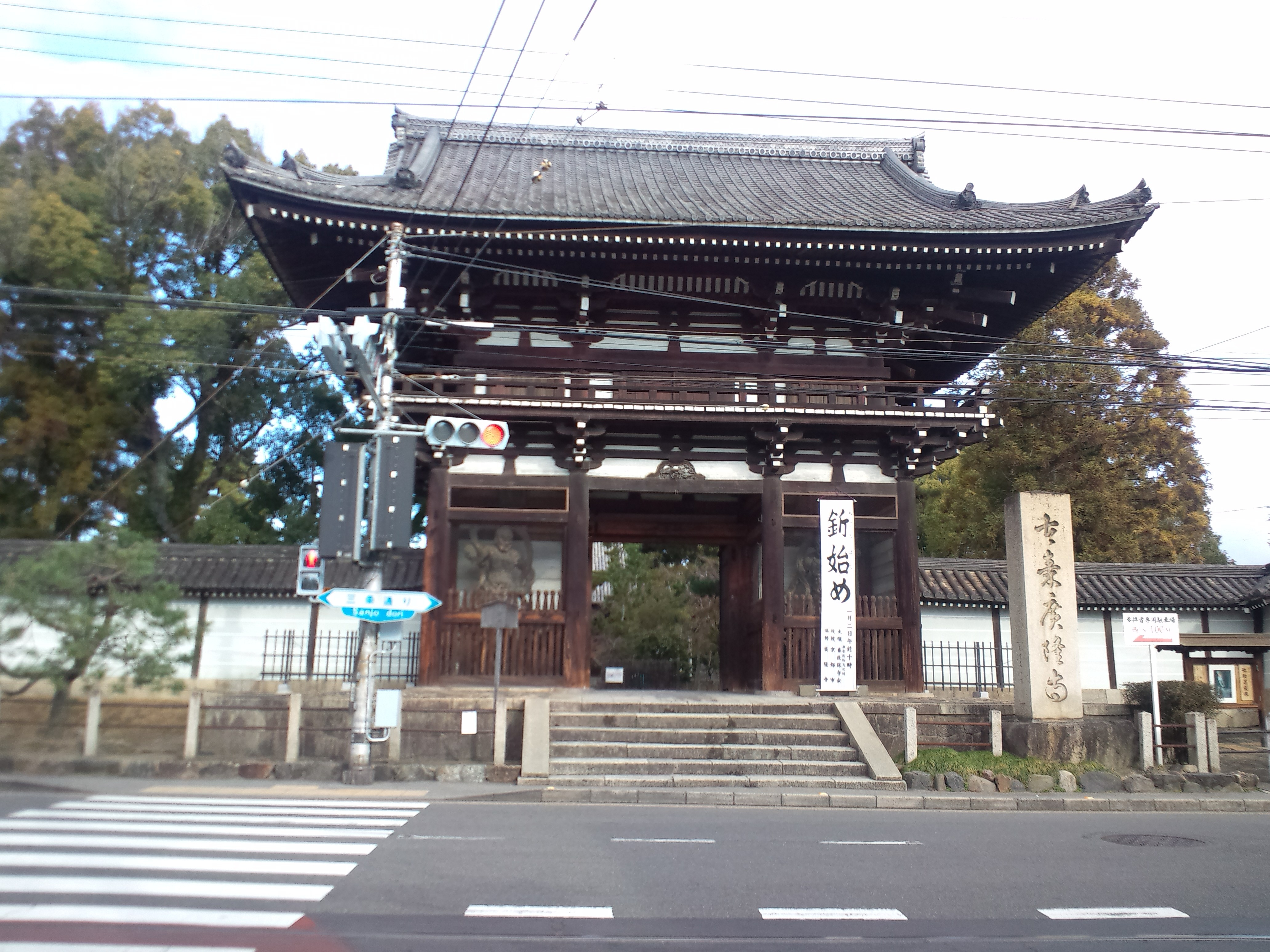
Haupttor
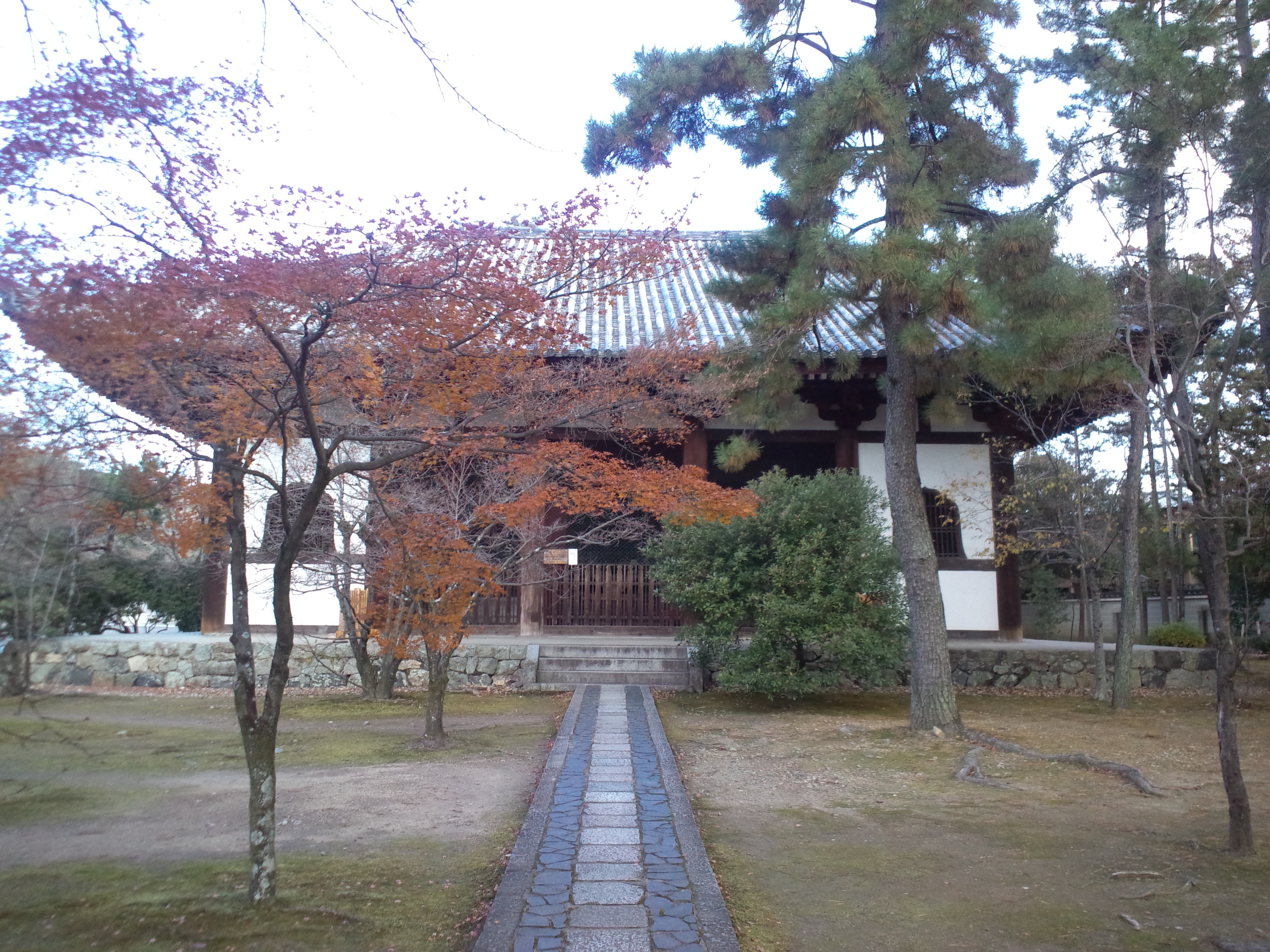
Lehrhalle
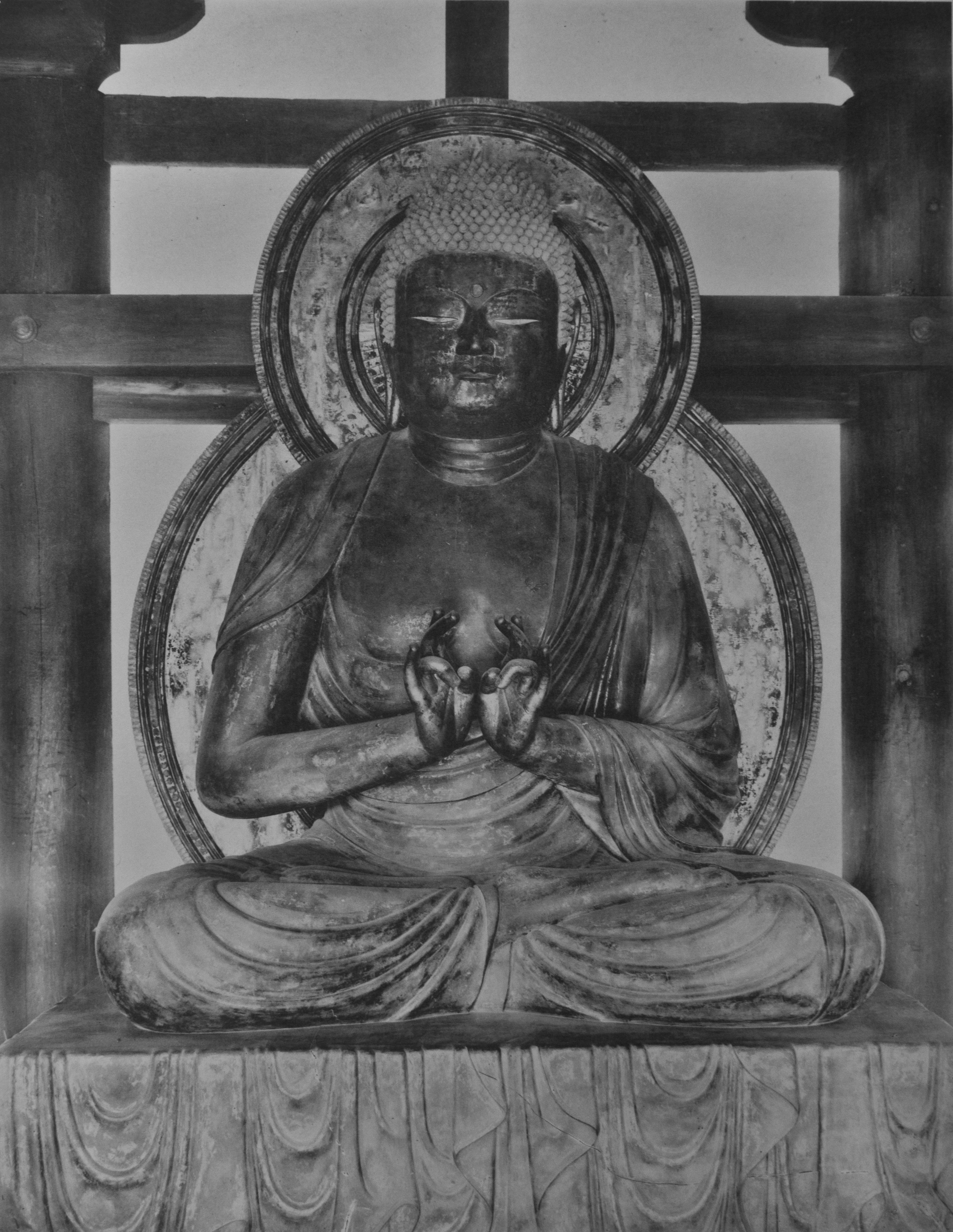
⦿ Amida Nyorai
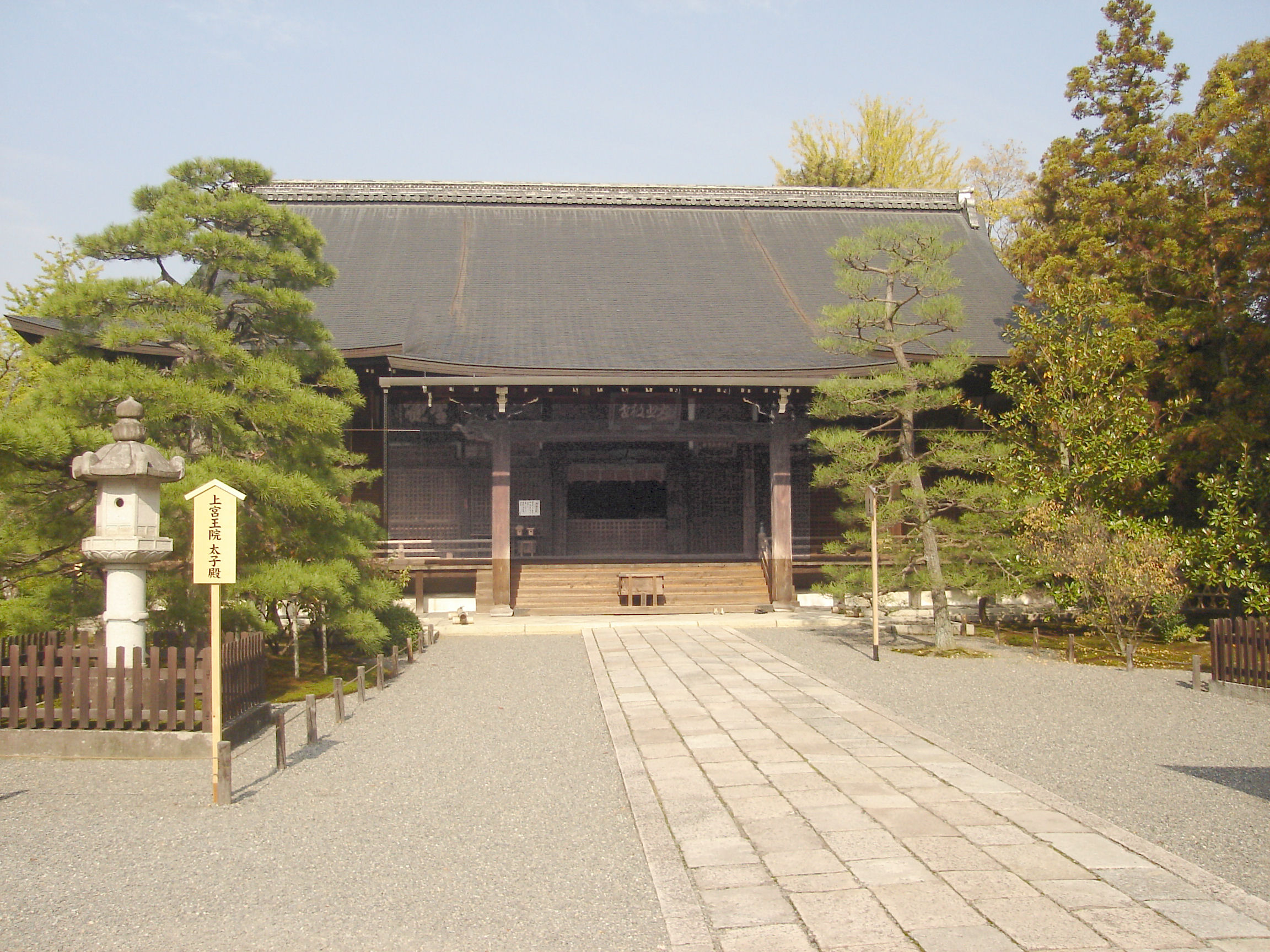
Taishiden
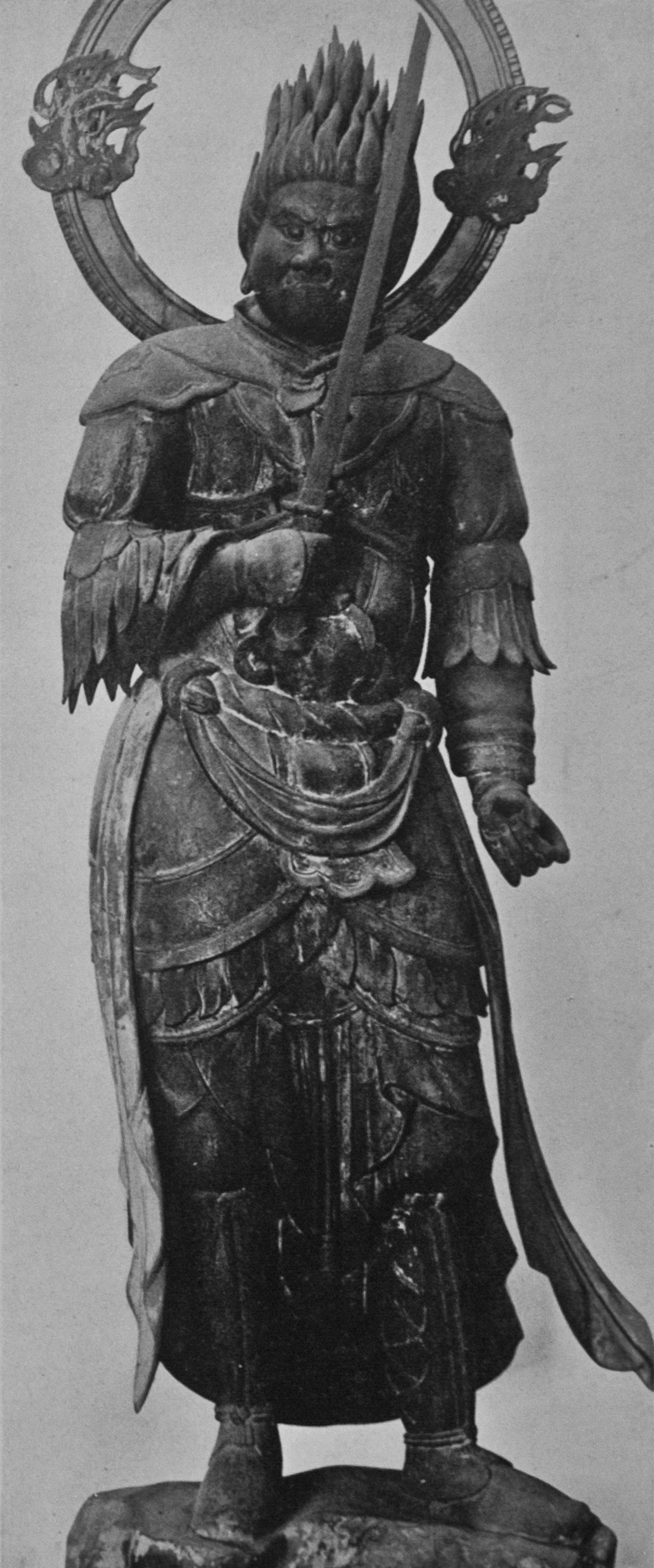
Ein Himmelsgeneral

## Weblink
- Hinweis zum Tempel

Koordinaten: 35° 0′ 55,8″ N, 135° 42′ 26,3″ O